# Cantone di Gonfreville-l'Orcher
Il Cantone di Gonfreville-l'Orcher era una divisione amministrativa dell'arrondissement di Le Havre.
È stato soppresso a seguito della riforma complessiva dei cantoni del 2014, che è entrata in vigore con le elezioni dipartimentali del 2015.
Comprendeva i comuni di
- Gainneville
- Gonfreville-l'Orcher
- Harfleur